# Bentley
Bentley Motors Limited é uma empresa automobilística britânica de automóveis de luxo e grand tourers fundada em 18 de janeiro de 1919 pelo engenheiro britânico Walter Owen Bentley (1888-1971). Tem sede em Crewe, no condado inglês de Cheshire. Atualmente faz parte da Volkswagen AG. Seu modelo mais famoso é o Continental GT, um luxuoso carro executivo. É famosa também por fornecer carros de luxo à família real britânica.

## História
A companhia foi fundada em 1919 por Walter Owen Bentley, ganhou notoriedade quando foi campeã das 24 Horas de Le Mans de 1924, 1927, 1928, 1929, 1930.
Em 1931, a Rolls Royce compra a marca e a tem até a década de 1980. Em 1998, o Grupo Volkswagen passa a ter controle dela.
Em 2018 produz 10 000 veículos por ano.

## Modelos

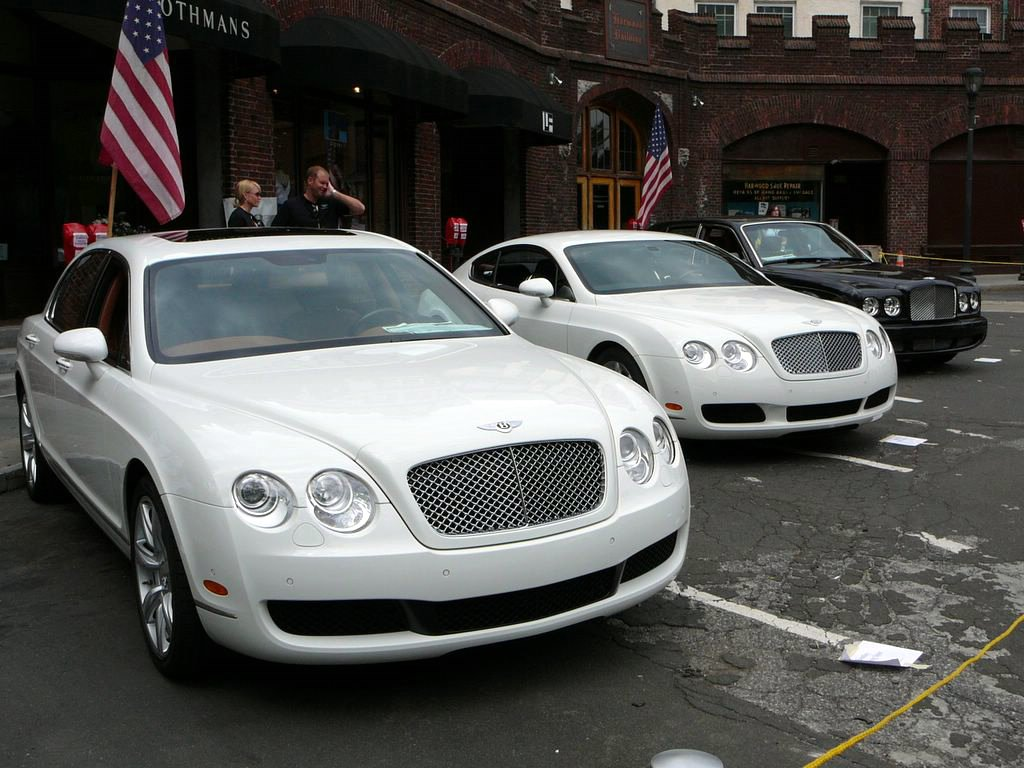
Da esquerda para direita: Flying Spur, Continental GT, e Arnage

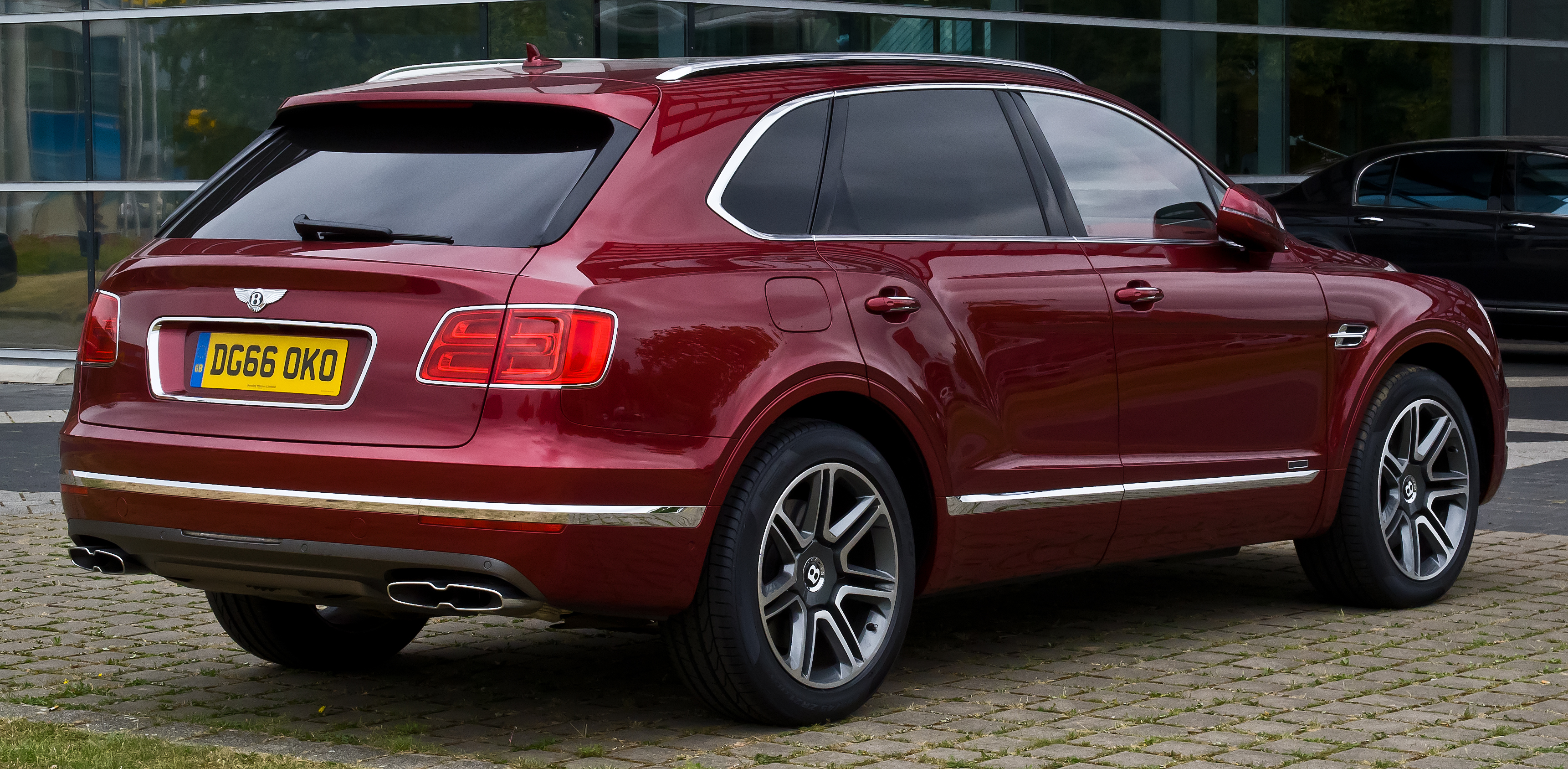
Bentley Bentayga.

- Azure
- Arnage
- Bentayga
- Brooklands
- Continental GT
- Continental GTC
- Continental Flying Spur
- Hunaudieres
- Mulsanne
- Silver Wings